# Campino
Campino, soprannome di Andreas Frege (Düsseldorf, 22 giugno 1962), è un cantante e attore tedesco, leader della punk rock band tedesca Die Toten Hosen.

## Biografia
Campino è figlio di Joachim, un giudice tedesco e di Jennie, una professoressa inglese. Cresciuto insieme a cinque fratelli, è sempre stato particolarmente affezionato a John, il maggiore, che l'ha spinto a diventare musicista. Anima dei Toten Hosen sin dal loro debutto (1982), Campino ha anche inciso brani da solista e cantato in vari dischi di altri musicisti. Nel 2008 ha esordito nel cinema come attore protagonista in Palermo Shooting di Wim Wenders.

## Vita privata
Campino è stato legato sentimentalmente all'attrice Karina Krawczyk, fino al 2006. La coppia ha avuto un figlio nel 2004. Dopo il decesso dei genitori, morti entrambi a causa di un tumore al colon, l'artista ha supportato la ricerca scientifica su questo tipo di neoplasia.

## Collaborazioni
- 1988 - Wild Times Again - The Lurkers.
- 1993 - Bajo otra bandera - Pilsen[1] (in Caramba, Carajo ein Whisky).
- 1996 - Honest John Plain & Friends (in Thinking of You, Song for Me e Marlene).[2]
- 1997 - Power Cut - The Boys.[3]
- 1998 - Raise your Voice - Bad Religion[4]
- 2003 - En vivo y ruidoso II - Los Violadores (in Viva la Revolution).
- 2006 -26 1/2 - Fehlfarben (in Paul ist tot).[5]
- 2006 - A Foot Full Of Bullets - Peter and the Test Tube Babies (in Smiling Through the Tears).
- 2007 - La vida… es un ratico - Juanes (in Bandera de Manos).
- 2009 - Crisis - Motorama (in Do anything you wanna do).